# Promerops cafer
Promerops cafer là một loài chim trong họ Promeropidae.